# L'Hermenault
L'Hermenault is een gemeente in het Franse departement Vendée (regio Pays de la Loire) en telt 843 inwoners (1999). De plaats maakt deel uit van het arrondissement Fontenay-le-Comte.

## Geografie
De oppervlakte van L'Hermenault bedraagt 11,4 km², de bevolkingsdichtheid is 73,9 inwoners per km².
De onderstaande kaart toont de ligging van L'Hermenault met de belangrijkste infrastructuur en aangrenzende gemeenten.

## Demografie
Onderstaande figuur toont het verloop van het inwonertal (bron: INSEE-tellingen).
1. ↑  Populations de référence 2022.